# Parlament Romunije
Parlament Romunije (romunsko Parlamentul României) je dvodomni parlament Republike Romunije, ki ga sestavljata Poslanska zbornica Romunije (spodnji dom) in Senat Romunije (zgornji dom). Celoten parlament se nahaja v Palači parlamenti v Bukarešti.
Leta 2009 je potekal nezavezajoč referendum, na katerem je večina volivcev soglašala z uvedbo enodomnega parlamenta s 300 predstavniki; da bi to uresničili, bi bilo treba spremeniti Ustavo Romunije. 